# Pachygronthidae
Famille
Synonymes
- sous-famille des Pachygronthinae Stål, 1865[2]

Les Pachygronthidae sont une famille d'insectes hétéroptères (punaises) de la super-famille des Lygaeoidea.

## Description
Il s'agit de punaises au corps allongé à très allongé, grossièrement ponctué, avec des antennes (de 4 articles, comme leur rostre) soit très longues (Pachygronthinae), soit courtes (Teracriinae). Une de leurs caractéristiques qui saute aux yeux est les fémurs antérieurs particulièrement renflés, beaucoup plus que les fémurs postérieurs (un critère qui les distingue notamment des Heterogastridae et des Meschiidae, et de presque tous les autres Lygaeoidea à l'exception des Blissidae). Ces fémurs portent également des épines. La base de la membrane ne présente pas de cellule fermée. Le pronotum ne présente pas de sillon transversal et le scutellum n'a pas de bourrelets longitudinaux. Le clypeus est plus long que les jugas. Ces punaises mesurent entre 5 et 15 mm,,,. 
Autres caractéristiques : tous les stigmates abdominaux (ou spiracles) sont ventraux. Les trichobothries abdominales sont groupées par trois submédialement sur les segments 3 et 4, par trois latéralement sur les segments 5 et 6, et par deux en arrière des stigmates sur le segment 7. Chez les femelles, l'ovipositeur divise les segments 6 et 7 de l'abdomen (seulement le 7e chez les Rhyparochromidae).  
La sous-famille des Pachygronthinae se distingue de celle des Teracriinae par la taille du 1er segment antennaire: chez les premiers, il dépasse de beaucoup le clypeus (et est plus long que les autres segments antennaires), alors que ce n'est pas le cas chez les seconds,,,. 

## Répartition
Les Pachygronthidae ont une répartition cosmopolite, mais surtout tropicale et subtropicale. 
Seuls deux genres sont présents dans l'écozone paléarctique, Pachygrontha et Cymophyes, ce dernier le seul présent en Europe (avec une espèce est-méditerranéenne, et une autre caucasienne).
Au Canada, les espèces Oedancala dorsalis, Phlegyas abbreviatus et Phlegyas annulicrus sont présentes.

## Biologie
Leur biologie est peu connue. On sait qu'il s'agit de punaises phytophages, toujours associées à des plantes monocotylédones, Cyperaceae, Juncaceae et Poaceae (à l'instar des Cymidae et des Ninidae), ainsi que Restionaceae pour le genre Darwinocoris. Les Cymophyes de l'ouest paléarctique sont halophiles, c'est-à-dire qu'elles se rencontrent dans les milieux marqués par la salinité marine (prés salés, zones côtières, etc.). Les Pachygronthinae ont développé un mimétisme avec les graines ou les épis terminaux dont elles se nourrissent. 
Une étude sur le microbiote digestif de Pachygrontha antennata a montré que leurs communautés bactériennes (Paraburkholderia, Burkholderia, Caballeronia, Pseudomonas etc.) variaient en fonction de l'habitat (milieux urbains, forestiers ou agricoles).

## Galerie

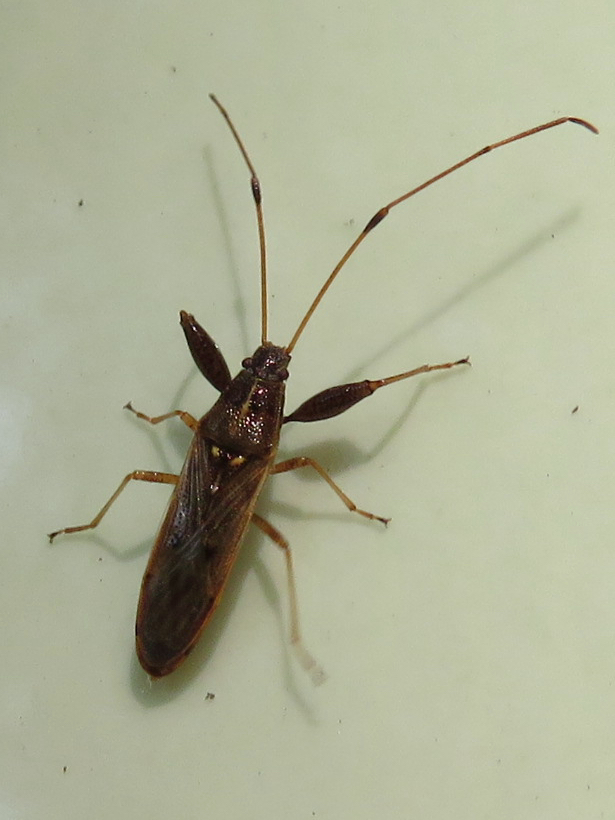
Pachygronthinae : Pachygrontha antennata, Japon.
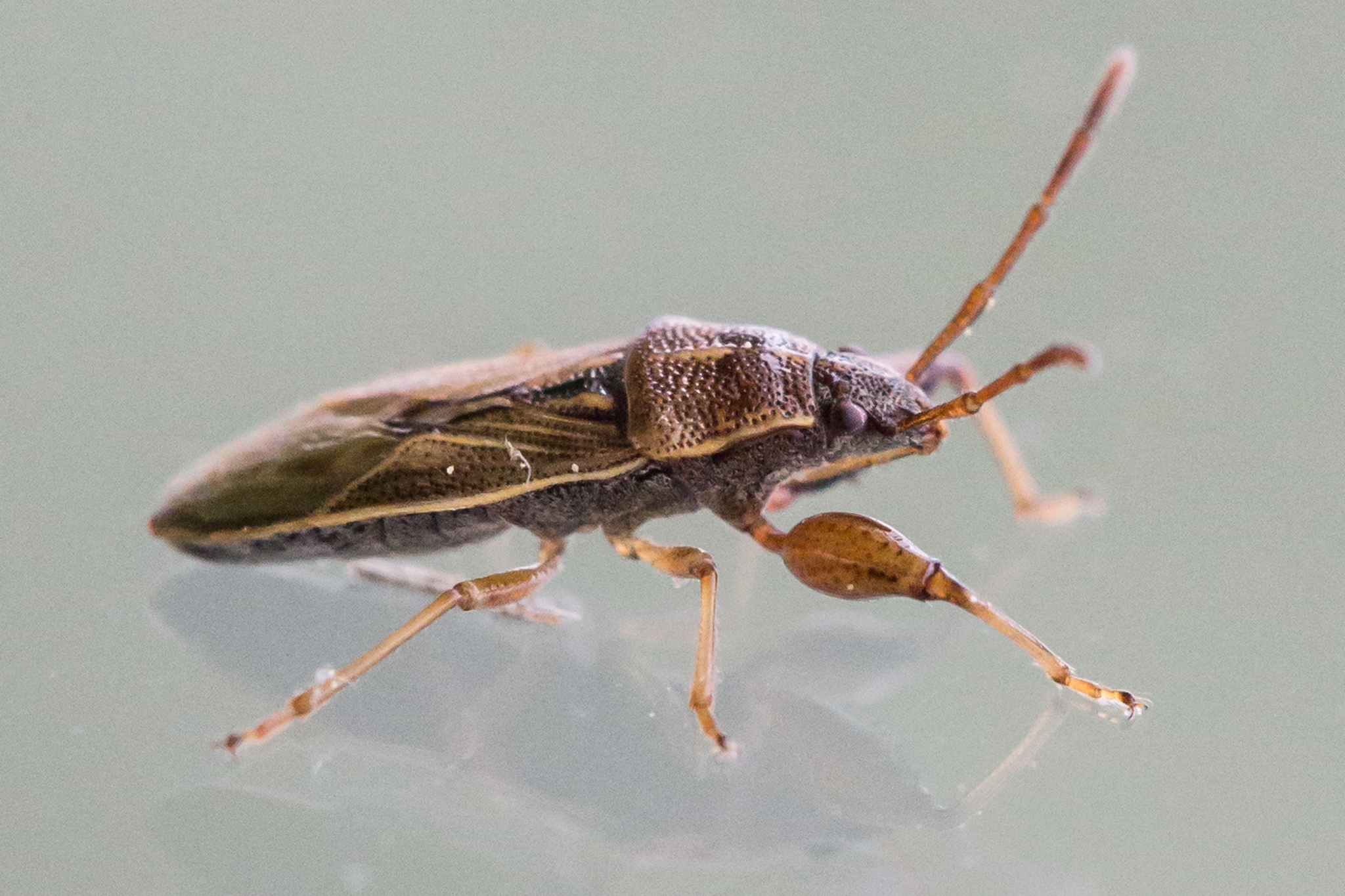
Pachygronthinae : Oedancala dorsalis, Pennsylvanie (États-Unis).
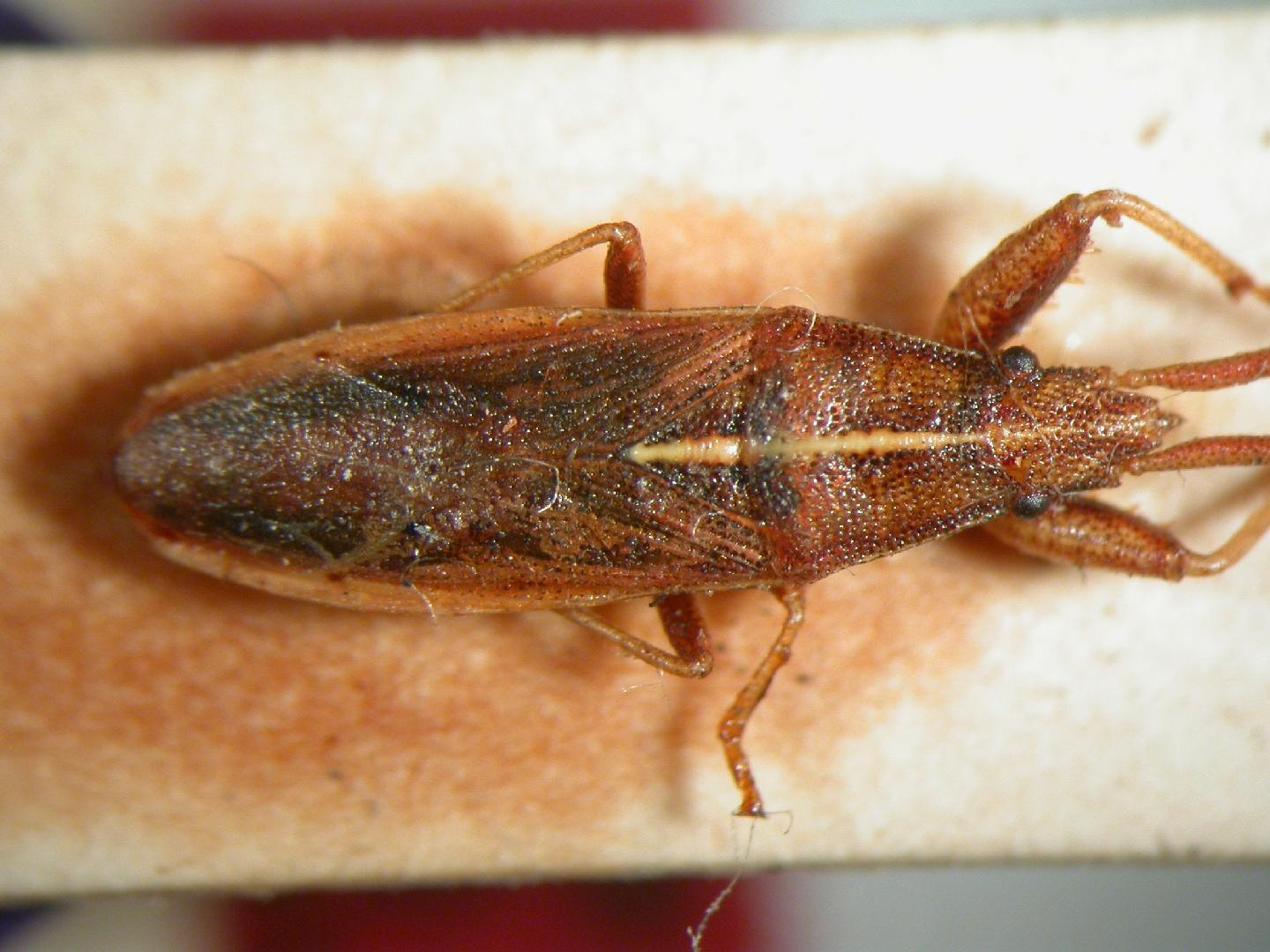
Pachygronthinae : Magninus typicus (Australie), spécimen du MHNL.
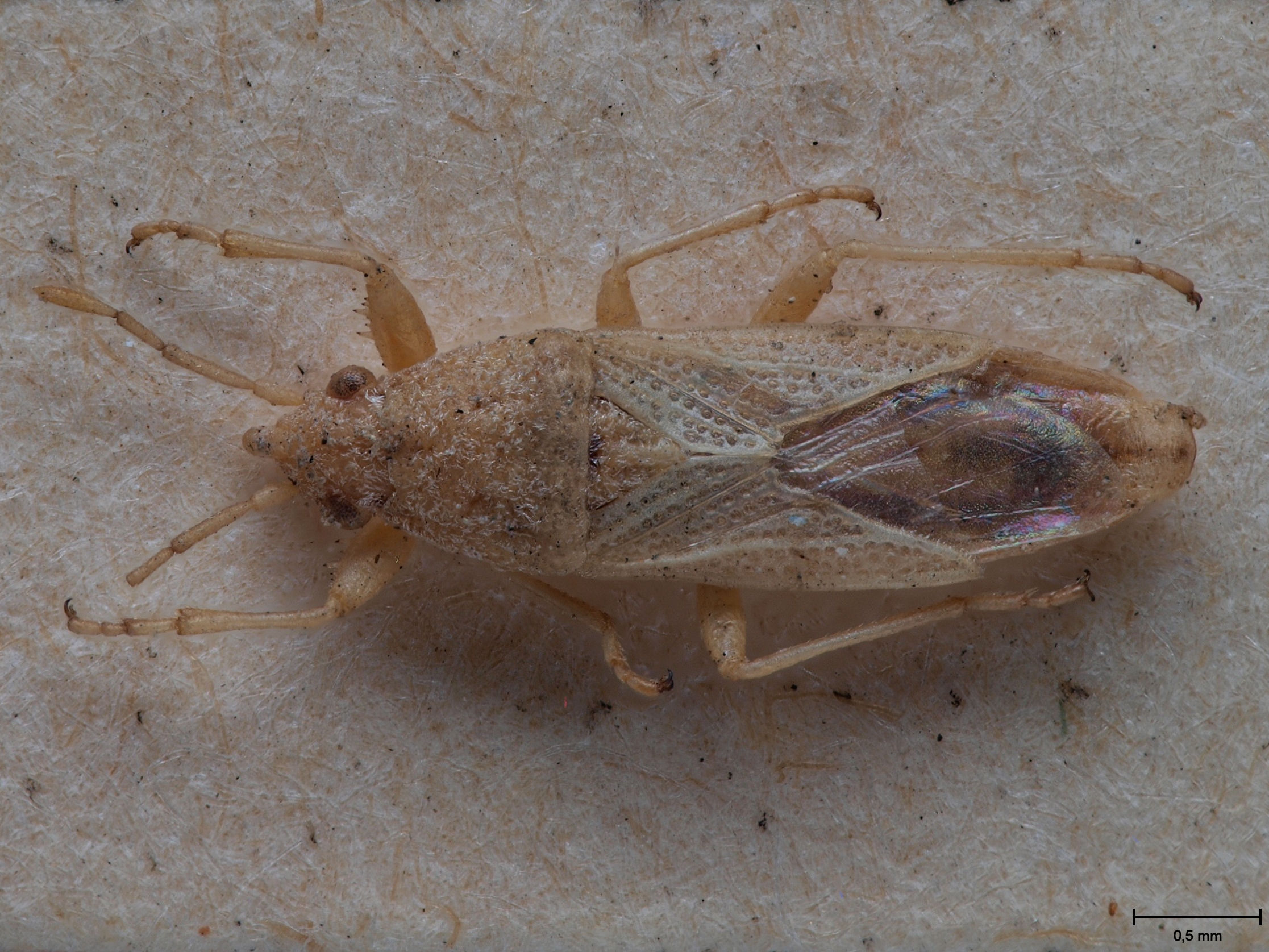
Teracriinae : Cymophyes golodnajana, steppe de Golodnaya (Ouzbékistan), spécimen du Museum de Turku (Finlande).
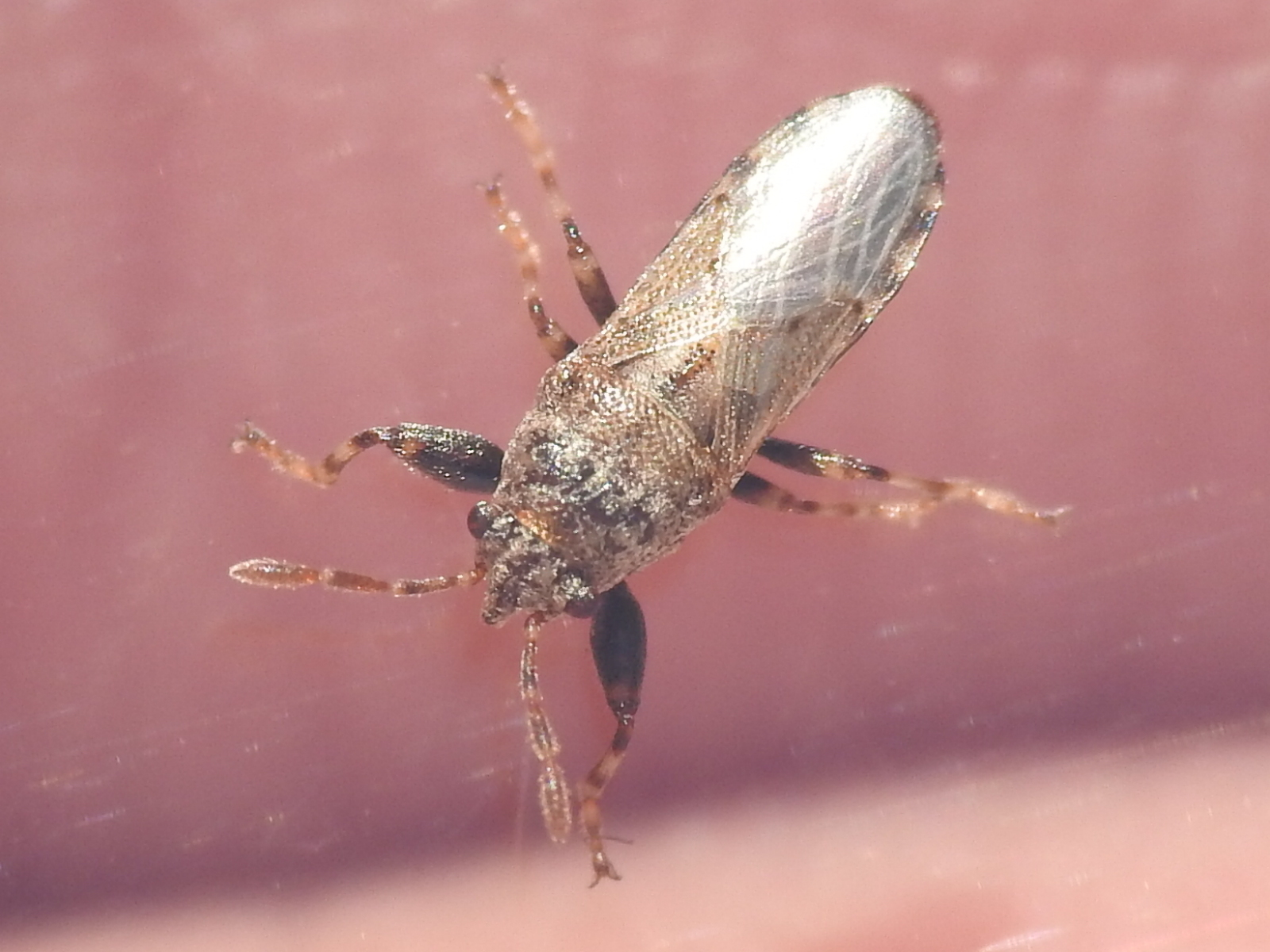
Teracriinae : Phlegyas annulicrus, Texas.
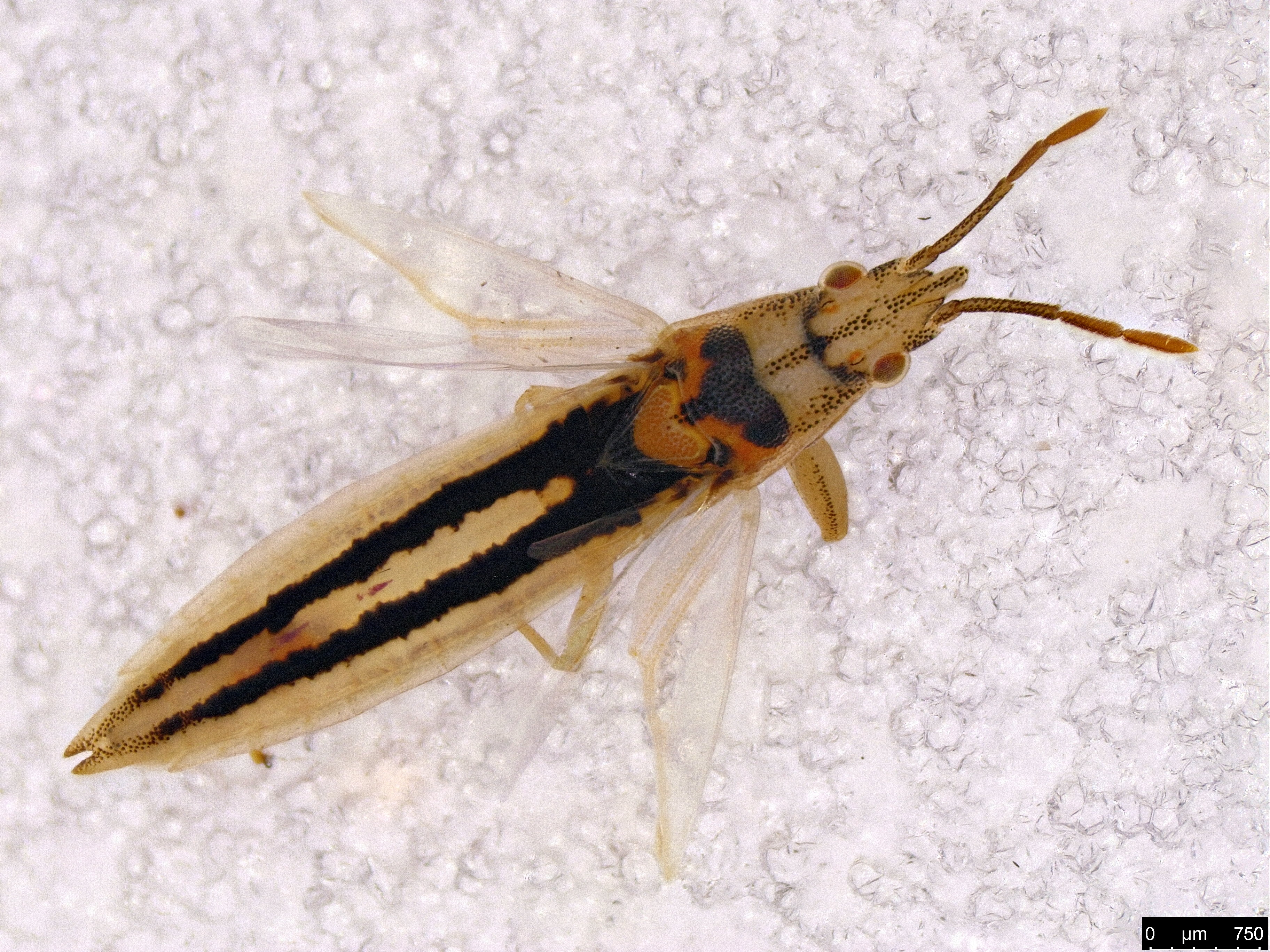
Teracriinae : Stenophyella macreta, Australie
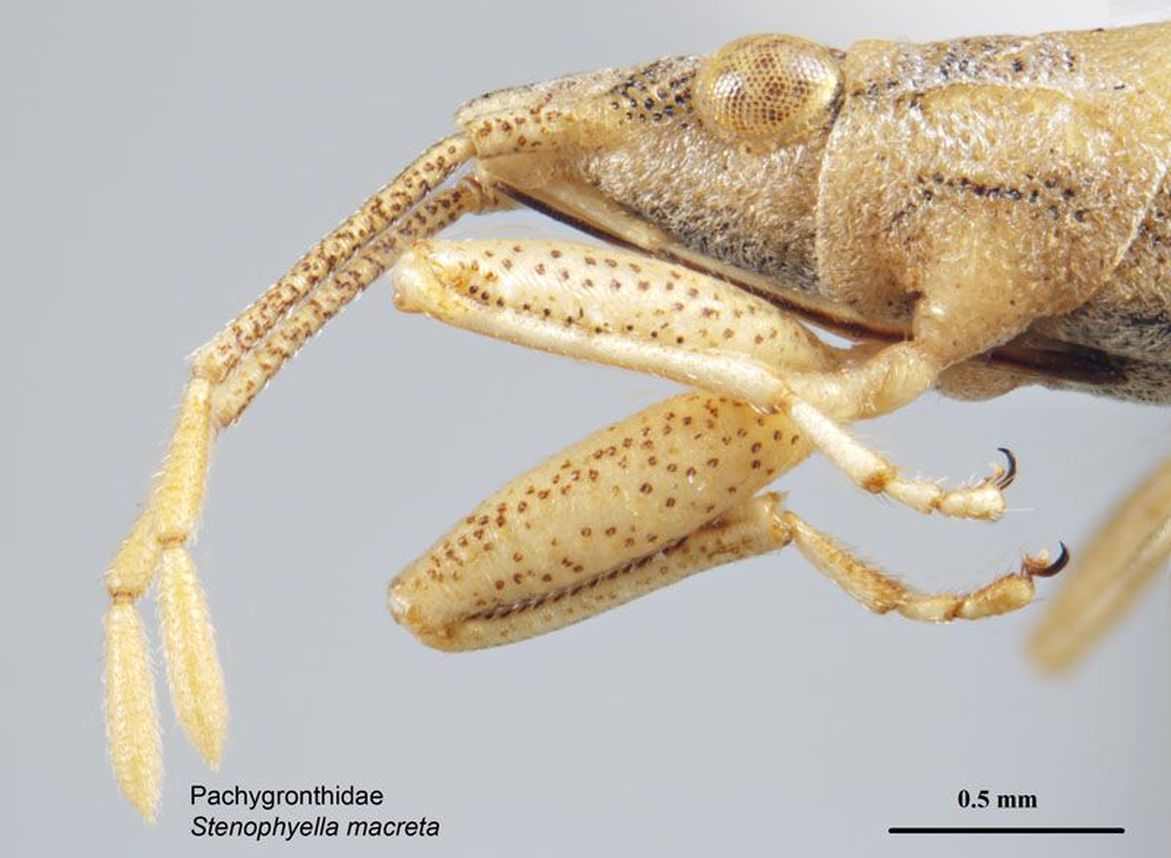
Gros plan sur l'avant de Stenophyella macreta (Australie), Musée de Victoria.
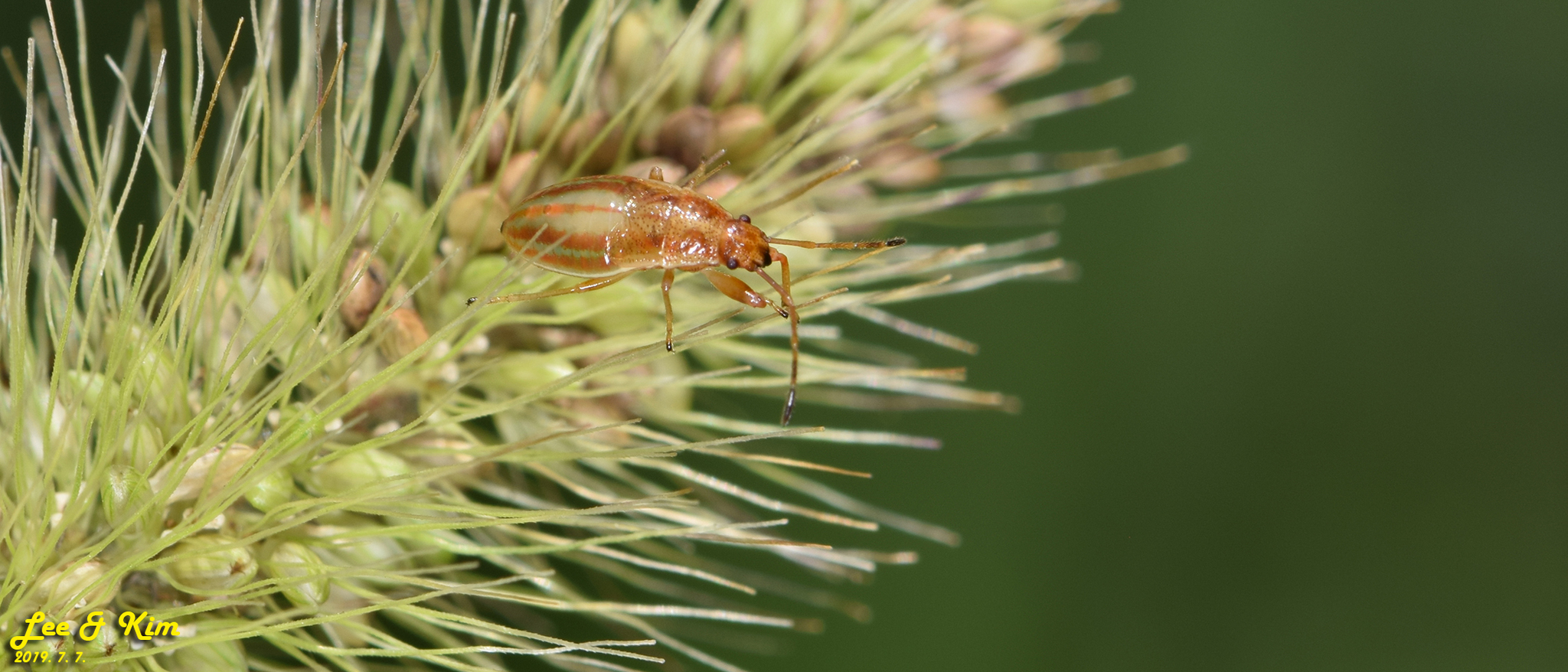
Juvénile de Pachygrontha antennata, Corée du Sud.
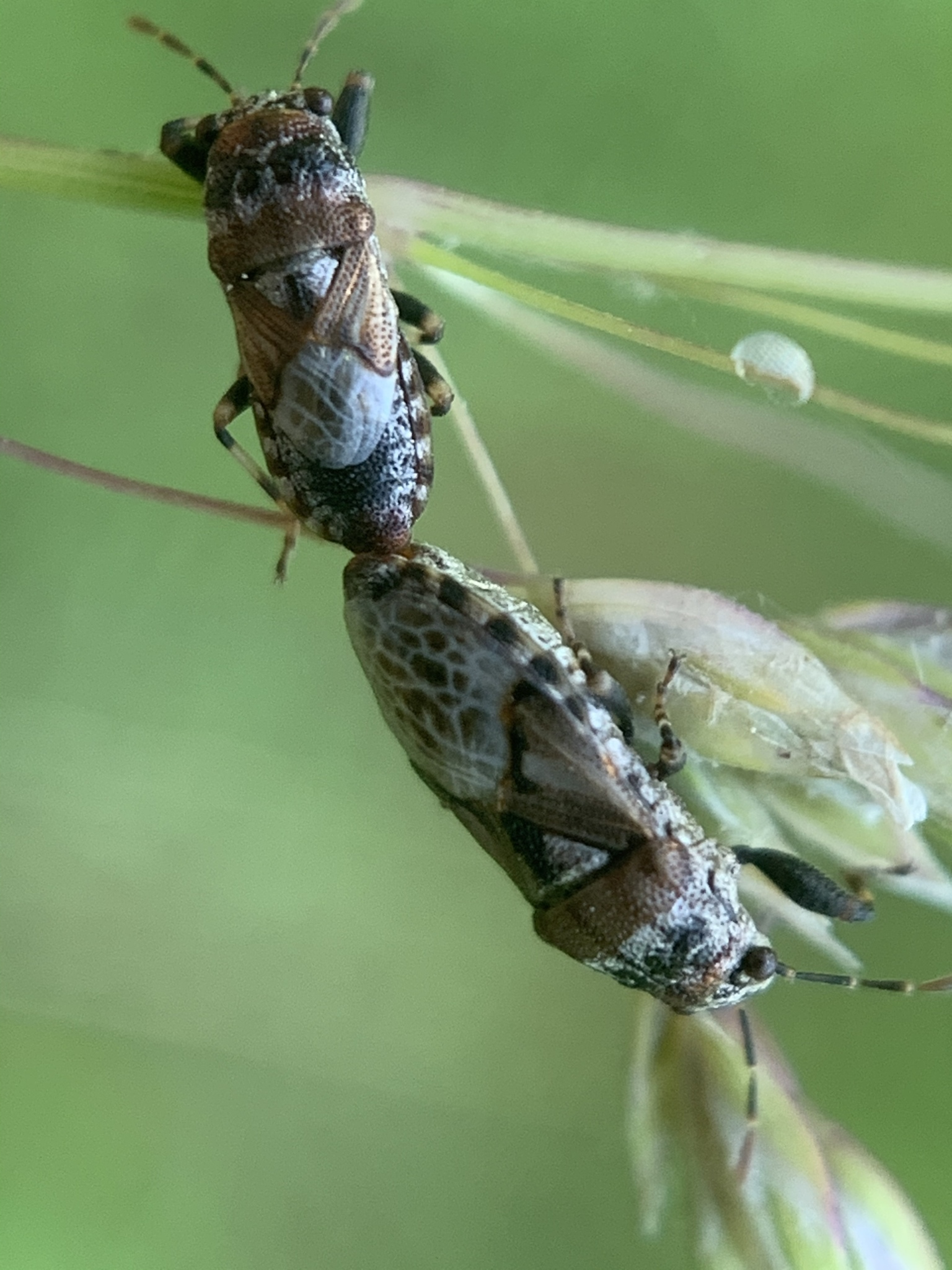
Accouplement de Phlegyas abbreviatus, État de New-York.

## Systématique
Ce regroupement taxonomique a été décrit par Carl Stål dès 1865. À partir des travaux de Distant en 1882, il est considéré comme une sous-famille au sein des Lygaeidae, alors pris dans un sens très large. Slater révise le groupe en 1955 et estime que d'un point de vue phylogénétique, il a une position basale au sein des Lygaeidae. Enfin, Thomas J. Henry, dans ses travaux sur les Lygaeoidea de 1997, l'élève au rang de famille à part entière, et en fait le groupe frère des Blissidae.  

### Diversité
La famille comprend deux sous-familles (ou tribus lorsque les Pachygronthidae étaient considérés comme sous-famille), également définies par Stål, avec 14 genres et 81 espèces : les Pachygronthinae, avec 4 genres et 53 espèces,  et les Teracriinae avec 9 genres pour 27 espèces, selon le catalogue en ligne du site Lygaeoidea Species Files. 

### Fossiles
Un fossile datant du Burdigalien (ou Hemingfordien) (Miocène, −20 à −16 millions d'années) a été retrouvé en Californie et associé à cette famille. Il a été appelé †Procymophyes pour indiquer la proximité et l'antériorité avec le genre actuel Cymophyes, pourtant absent du Nouveau Monde, à l'exception d'une espèce, C. nesocoris, dont on s'interroge sur la possibilité d'une provenance africaine.

### Liste des sous-familles et genres
Selon BioLib (21 octobre 2022) complété et corrigé à partir de Lygaeoidea Species Files :
- sous-famille Pachygronthinae Stål, 1865
  - genre Magninus Distant, 1901
  - genre Oedancala Amyot & Serville, 1843
  - genre Pachygrontha Germar, 1840
  - genre Uttaris Stål, 1874
- sous-famille Teracriinae Stål, 1872
  - genre Cymophyes Fieber, 1870
  - genre Darwinocoris Slater, 1962
  - genre Opistostenus Reuter, 1882 (syn: Opistholeptus)
  - genre Pachyphlegyas J.A. Slater, 1955
  - genre Paristhmius Reuter, 1887
  - genre Phlegyas Stål, 1865
  - genre Stenophlegyas Slater, 1956
  - genre Stenophyella Horváth, 1914
  - genre Teracrius Stål, 1858
- †Procymophyes Sailer & Carvalho, 1957